# Sinkadus (spel)
För andra betydelser, se Sinkadus.
| Sinkadus |
| --- |
| Sinkadus är en sorts tärningsslag. - Betydelse – tärningsslag bestående av en femma och en tvåa - Bakgrund – medellågtyskans sinke dûs, från fornfranskans cinque (fem) och dous (två) - Andra betydelser – slump, örfil, äldre dans - Relaterade ord – skrälldus, trojadus |

Sinkadus (uttal: /siŋka'dʉs/; en sinkadus, flera sinkaduser) är ett tärningsslag bestående av  och  (en femma och en tvåa). Ordet, som ytterst går tillbaka till fornfranskans ord för fem och två – har även använts i flera relaterade betydelser, inklusive av slump, örfil och tävling. Det har förekommit i svensk skrift minst sedan 1749.

## Etymologi
Ordet sinkadus kommer närmast från medellågtyskans sinke dûs (även zinkedûs) och var från början en spelterm, från ett spel med två tärningar. Det går tillbaka till fornfranskans cinque ('fem') och dous (dagens deux, 'två') Ordet finns även i danska som sinkadus eller dialektalt sinkedus, och i tyskan som Zinkedus.

## Andra betydelser
I äldre tid förekom även spelet sinka med samma ursprung och det alternativa spelnamnet femma.
Speltermen sinkadus har även kommit att användas i överförd betydelse. Den kan både syfta på slump (eller mer specifikt "lyckträff") och örfil (alternativt "sittopp"). Sinkadus i den förstnämnda betydelsen finns belagd i svensk skrift sedan 1851, medan ordet i betydelsen "örfil" användes redan 1749. Carl Michael Bellman talade i slutet av 1700-talet om "en väldig cinkadus på truten", vilket också sannolikt syftade på att fem fingrar användes i slaget. Bellman var även bekant med ordets betydelse som spelterm.
I betydelsen "tärningsslag med femma och tvåa" har ordet använts i skriven svenska sedan 1807.
Betydelseglidningen från spelord till slump går också igen (eller kan vara inspirerat av) den liknande termen trojadus. Detta ord syftar på ett tärningsslag med en trea och en tvåa. Ordet, som har motsvarande ursprung via medellågtyskan och ytterst fornfranskans troi e dous, har i danska språket kommit användas i uttrycket på en trojadus, 'på en slump'.
Andra, tidigare betydelser av sinkadus är "tävling" – mer specifikt "dust" – och som en sorts dans. Den förra betydelsen nyttjades av Zacharias Topelius 1859, medan ordet (stavat som sincadus eller sinkadus) i den senare betydelsen användes i Visby 1620. Ursprunget till ordet i denna betydelse har antingen sagts vara franskans cinq et deux (fem och två), cinq à deux (fem på två) eller cinq à douze (fem på tolv).

## Relaterade ord
Sinkadus har även inspirerat till det relaterade ordet skrälldus (efter skrälla och dus), med betydelsen "många personer eller saker", alternativt "kraftigt slag". Den förstnämnda betydelsen finns sedan 1843 och den andra sedan 1940. Båda betydelserna är vardagliga och anses som något ålderdomliga.